# جيري بست (موسيقي)
جيري بست (بالإنجليزية: Jerry Best)‏ هو موسيقي أمريكي، ولد في 8 مايو 1963 في كوينز في الولايات المتحدة.

## وصلات خارجية
- الموقع الرسمي
- جيري بست على موقع ميوزك برينز (الإنجليزية)
- جيري بست على موقع ديسكوغز (الإنجليزية)